# 20th Television
20th Television (anteriormente 20th Century Fox Television de 1985 a 1989 e novamente de 1994 a 2020; de 1958 a 1985, 20th Century-Fox Television e de 1949 a 1958, TCF Television Productions, Inc.) é uma empresa de produção televisiva subsidiária da Disney Television Studios, uma divisão da Disney General Entertainment Content da The Walt Disney Company.
A 20th Television fez parte da 21st Century Fox, empresa que teve a maioria de seus ativos adquiridos pela The Walt Disney Company em 20 de março de 2019.
A primeira e original versão da 20th Television foi o braço de distribuição da 20th Century Fox Television até ser fundida na Disney-ABC Domestic Television em 10 de agosto de 2020.
A empresa foi originalmente estabelecida como a unidade de produção para televisão da 20th Century Studios (anteriormente 20th Century Fox) desde 1949. O detentor dos direitos autorais da biblioteca da 20th Television era a 20th Century Fox até dezembro de 2020. O estúdio era responsável por ser o fornecedor de programação original da rede de TV Fox e o distribuidor da biblioteca de filmes do 20th Century Studios para a televisão.
O nome atual da empresa foi adotado em 10 de agosto de 2020 como parte dos esforços da Disney em remover a marca Fox de seus ativos. Em 4 de dezembro de 2020, a empresa começou a usar a 20th Television, Inc. pelos direitos autorais das produções 20th Television e 20th Television Animation como uma subsidiária da Disney.
Programas notáveis produzidos pela 20th Television incluem Batman, M*A*S*H, The Simpsons, LA Law, Glee, How I Met Your Mother, Bones, Bob's Burgers, Empire, Family Guy, 24, Modern Family, This Is Us, American Dad!, Buffy the Vampire Slayer, New Girl, American Horror Story, Arquivo X, Reba, In Living Color, The Bernie Mac Show, King of the Hill, Futurama, Malcolm in the Middle, The Cleveland Show, Ally McBeal, Love, Victor e Last Man Standing.